# Tercera División de España 1929-30
La temporada 1929-30 de la Tercera División de España fue la 1.ª edición de este campeonato, en la segunda edición de la liga española de fútbol que se celebró entre el 15 de diciembre de 1929 y el 23 de marzo de 1930.
El campeón de esta temporada fue el C. D. Castellón.

## Clubes participantes

### Composición inicial de los grupos
La composición inicial de varios de los grupos realizada por el Comité Nacional de Fútbol sufrió variaciones debido a la retirada de la competición de varios equipos. El 5 de diciembre de 1930, el Comité Nacional de fútbol constituyó los grupos de la Tercera División. Los clubes disponían hasta el lunes para renunciar libremente a jugar la competición, y que las vacantes que se produjeran fueran cubiertas por clubes solicitantes que se han quedado a las puertas.

### Cambios posteriores
El 12 de diciembre, el Club Gijón propone formar con el Real Stadium Club Avilesino un grupo asturiano en la Tercera División, cuyo vencedor se enfrentará al campeón del grupo I.
En el grupo I, el R. C. Celta de Vigo renuncia a participar por lo que es sustituido por el Emden F. C. de La Coruña. Finalmente este grupo se subdivide en dos grupos, formados por cuatro equipos gallegos y dos asturianos. En el grupo gallego se retira posteriormente el Unión Sporting Club.
En el grupo III, lo constituyen finalmente el C. D. Esperanza de San Sebastián y el C. A. Aurora de Pamplona, este último llamado a ocupar el hueco dejado por los cuatro clubes renunciantes.
En el grupo IV, el Racing Club de Madrid y el Real Zaragoza C. D. anuncian su retirada.
En el grupo VIII, se retira el C. D. Balompié Don Benito. El Comité Nacional autoriza a la Federación Sur a encargarse de la confección del calendario, y debiendo dar un campeón antes del 26 de febrero de 1931, fecha que finaliza el campeonato en el resto de grupos.

## Sistema de competición
El torneo consta de ocho grupos. En principio el número de equipos participantes era en total de treinta y ocho, pero debido a la retirada de varios equipos, se reformó la composición de los grupos, quedando finalmente integrados por treinta y tres clubes de toda la geografía española.
Cada grupo sigue un sistema de liga, y los equipos se enfrentan todos contra todos en dos ocasiones. La clasificación se establece con arreglo a los puntos obtenidos en cada enfrentamiento, a razón de dos por partido ganado, uno por empatado y ninguno en caso de derrota. En caso de empate, se resolverá por diferencia de goles computando a este efecto los resultados entre los clubes empatados, y de no resolverse así, por la totalidad de partidos.
Los primeros clasificados de cada grupo disputaron la fase final, eliminándose de dos en dos, por proximidad geográfica y en doble partido. El campeón de la Tercera División asciende a la Segunda División.

## Fase de grupos

### Grupo I
Este grupo se dividía en dos subgrupos. Los campeones de cada subgrupo disputaron una eliminatoria de la que saldría el campeón del grupo I y disputaría la fase de ascenso.

#### Subgrupo A
El R. C. Celta de Vigo renunció a participar en este grupo.
| Pos. | Equipo              | Pts. | PJ | G | E | P | GF | GC | Dif. | Clasificación               |     | FER | EMD | EIR | CEL |
| ---- | ------------------- | ---- | -- | - | - | - | -- | -- | ---- | --------------------------- | --- | --- | --- | --- | --- |
| 1    | Racing Ferrol F. C. | 8    | 4  | 4 | 0 | 0 | 13 | 1  | +12  | Acceso a eliminatoria final |     | —   | 8:0 | 2:0 |     |
| 2    | Emdem F. C.         | 3    | 4  | 1 | 1 | 2 | 3  | 11 | −8   |                             |     | 0:1 | —   | 0:0 |     |
| 3    | Eiriña F. C.        | 1    | 4  | 0 | 1 | 3 | 3  | 7  | −4   |                             | 1:2 | 2:3 | —   |     |     |
| 4    | R. C. Celta de Vigo | 0    | 0  | 0 | 0 | 0 | 0  | 0  | 0    | Retirado                    |     |     |     |     | —   |

 Fuente: Fútbol Regional

#### Subgrupo B
| Pos. | Equipo                 | Pts. | PJ | G | E | P | GF | GC | Dif. | Clasificación               |  | GIJ | STA |
| ---- | ---------------------- | ---- | -- | - | - | - | -- | -- | ---- | --------------------------- |  | --- | --- |
| 1    | Club Gijón             | 2    | 2  | 1 | 0 | 1 | 3  | 3  | 0    | Acceso a eliminatoria final |  | —   | 3:2 |
| 2    | Real Stadium Avilesino | 2    | 2  | 1 | 0 | 1 | 3  | 3  | 0    |                             |  | 1:0 | —   |

 Fuente: Fútbol Regional
| Desempate; 26 de enero de 1930 | Club Gijón | 3:0 | Real Stadium Avilesino | Estadio El Molinón, Gijón |                           |
|                                | ? · ? · ?  |     |                        | Árbitro(s): Suárez García | Árbitro(s): Suárez García |

#### Final Grupo I
| Ida; 2 de febrero de 1930 | Club Gijón | 2:1 | Racing Ferrol F. C. |                           |                           |
|                           | ? · ?      |     | ?                   | Árbitro(s): Montero Román | Árbitro(s): Montero Román |

| Vuelta; 9 de febrero de 1930 | Racing Ferrol F. C. | 2:2 | Club Gijón | Estadio O Inferniño, Ferrol |                             |
|                              | ? · ?               |     | ? · ?      | Árbitro(s): Balaguer García | Árbitro(s): Balaguer García |

### Grupo II
| Pos. | Equipo                          | Pts. | PJ | G | E | P | GF | GC | Dif. | Clasificación       |     | BAR | VAL | LOG | GIM | SES |
| ---- | ------------------------------- | ---- | -- | - | - | - | -- | -- | ---- | ------------------- | --- | --- | --- | --- | --- | --- |
| 1    | Baracaldo F. C.                 | 10   | 8  | 4 | 2 | 2 | 19 | 15 | +4   | Acceso a fase final |     | —   | 2:0 | 1:1 | 5:0 | 4:1 |
| 2    | Real Valladolid D.              | 9    | 8  | 4 | 1 | 3 | 19 | 12 | +7   |                     |     | 3:1 | —   | 3:0 | 4:0 | 6:1 |
| 3    | C. D. Logroño                   | 8    | 8  | 3 | 2 | 3 | 14 | 13 | +1   |                     | 1:4 | 3:2 | —   | 4:0 | 4:1 |     |
| 4    | R. S. Gimnástica de Torrelavega | 7    | 8  | 2 | 3 | 3 | 14 | 19 | −5   |                     | 7:0 | 1:1 | 1:1 | —   | 2:2 |     |
| 5    | Sestao S. C.                    | 6    | 8  | 2 | 2 | 4 | 14 | 21 | −7   |                     | 2:2 | 4:0 | 1:0 | 2:3 | —   |     |

 Fuente: Fútbol Regional

### Grupo III
El Pasayako Lagun Ederrak, Club Atlético Osasuna, Izarra Beti Aurrera y Tolosa Club de Fútbol renunciaron a participar en este grupo. Para completar el grupo participó el Club Atlético Aurora.